# Gerhard Hösl
Gerhard Gattus Hösl (* 4. Dezember 1939 in Cham) ist ein deutscher Jurist, Theologe und Mediator.

## Leben
Nach einem Jurastudium und der Promotion im Presserecht leitete Hösl zwanzig Jahre lang in München eine Rechtsanwaltskanzlei. Seine persönlichen Schwerpunkte waren Straf- und Familienrecht. Nach einem weiteren Studium der Philosophie und Theologie hat er mit einer Arbeit über Versöhnung promoviert.
Hösl ist Anwaltmediator (DAA), Wirtschaftsmediator (CfM), Mediator EBEM, Mediator BM und Ausbilder für Mediation BM im Bundesverband Mediation. Er ist Vorsitzender des Europäischen Berufsverbandes für Eigenständige Mediation (EBEM) und Lehrbeauftragter für Mediation an zwei Hochschulen. Er ist ein führender Vertreter der Transformativen Mediation.

## Veröffentlichungen
- DVD: Kommunikation- eine Fremdsprache? Konflikte im Wandel nutzen. Ein Beispiel Transformativer Mediation. Schlehdorn, Berlin 2010, ISBN 978-3-941693-074.
- Mediation – die erfolgreiche Konfliktlösung. Grundlagen und praktische Anwendung. Kösel, München 2002, 5. Auflage, ISBN 3-466-30592-6.
- Mediation – der "neue" Weg aus dem Konflikt. In: Hrsg. Lothar Riedel (Hrsg.): Vom Ich zum Wir. Media Verlag, CH-Riehen 2002, S. 81–107, ISBN 3-9521739-5-9.
- Unschuldig schuldig? Schuld und Sünde als personales und „transpersonales“ Geschehen in freien und totalitären Gesellschaften – Die ehemalige DDR. Tenea, Berlin 2002, ISBN 3-932274-40-7.